# Natsumi Sakai
Pour les articles homonymes, voir Sakai (homonymie).
Natsumi Sakai (酒井 夏海, Sakai Natsumi), née le 19 juin 2001, est une nageuse japonaise spécialiste du dos. Elle est médaillée d'or lors des Jeux asiatiques de 2018.

## Carrière
Pour ses premiers Mondiaux juniors 2015, elle remporte le bronze sur le 4 × 100 m 4 nages.
Sélectionnée pour les Jeux de 2016 alors qu'elle a seulement quinze ans, elle ne dépasse pas le stade des séries, termine 26e sur le 100 m et le 200 m dos et 10e avec le relais 4 × 100 m 4 nages.
En 2017, aux Championnats du monde juniors à Indianapolis (États-Unis), elle remporte l'or sur le 50 m dos et le bronze sur le 200 m dos.
Lors des Championnats pan-pacifiques 2018, Natsumi Sakai bat le record junior du Japon sur le 100 m dos en 59 s 33 lors des séries, record vieux de 10 ans. Quelques semaines plus tard, aux Jeux asiatiques, elle remporte une médaille sur chacune des courses sur laquelle elle est engagée : l'or sur le 100 m dos (59 s 27), l'argent sur le 200 m dos (2 min 08 s 13) et le bronze sur le 50 m dos (27 s 91). Elle est aussi médaillée d'or sur le 4 × 100 m nage libre et le 4 × 100 m 4 nages.
En 2019, aux Mondiaux en Corée du Sud, elle fait partie du relais 4 × 100 m 4 nages avec Reona Aoki, Hiroko Makino et Rika Omoto disqualifié lors des séries pour une prise de relais trop rapide.

## Palmarès
| Année | Compétition                   | Lieu           | Résultat | Épreuve               | Temps            |
| ----- | ----------------------------- | -------------- | -------- | --------------------- | ---------------- |
| 2015  | Championnats du monde juniors | Singapour      | 8e       | 200 m                 | 2 min 12 s 51    |
| 2015  | Championnats du monde juniors | Singapour      | 3e       | 4 × 100 m 4 nages     | 4 min 03 s 10    |
| 2015  | Championnats du monde juniors | Singapour      | 4e       | 4 x 100 4 nages mixte | 3 min 50 s 50    |
| 2016  | Jeux olympiques               | Rio de Janeiro | 26e (h)  | 100 m dos             | 1 min 01 s 74    |
| 2016  | Jeux olympiques               | Rio de Janeiro | 26e (h)  | 200 m dos             | 2 min 13 s 99    |
| 2016  | Jeux olympiques               | Rio de Janeiro | 10e      | 4 × 100 m 4 nages     | 3 min 59 s 82    |
| 2017  | Championnats du monde juniors | Indianapolis   | 1re      | 50 m dos              | 27 s 93          |
| 2017  | Championnats du monde juniors | Indianapolis   | 5e       | 100 m dos             | 59 s 91          |
| 2017  | Championnats du monde juniors | Indianapolis   | 3e       | 200 m dos             | 2 min 09 s 34    |
| 2018  | Championnats pan-pacifiques   | Tokyo          | 6e       | 100 m dos             | 59 s 33          |
| 2018  | Championnats pan-pacifiques   | Tokyo          | 7e       | 200 m dos             | 2 min 08 s 18    |
| 2018  | Championnats pan-pacifiques   | Tokyo          | 3e       | 4 × 100 m 4 nages     | 3 min 55 s 03 NR |
| 2018  | Jeux asiatiques               | Jakarta        | 3e       | 50 m dos              | 27 s 91          |
| 2018  | Jeux asiatiques               | Jakarta        | 1re      | 100 m dos             | 59 s 27          |
| 2018  | Jeux asiatiques               | Jakarta        | 2e       | 200 m dos             | 2 min 08 s 13    |
| 2018  | Jeux asiatiques               | Jakarta        | 1re      | 4 × 100 m 4 nages     | 3 min 54 s 73    |
| 2018  | Jeux asiatiques               | Jakarta        | 1re      | 4 × 100 m nage libre  | 3 min 36 s 52    |
| 2019  | Championnats du monde         | Gwangju        | 6e       | 100 m dos             | 59 s 56          |
| 2019  | Championnats du monde         | Gwangju        | 6e       | 4 × 100 m 4 nages     | 3 min 58 s 14    |